# حليم يوسف
حليم يوسف أسمه الكامل عبد الحليم يوسف المحمود أديب كوردي من اصول كردية ، يحمل الجنسية السورية بالإضافة إلى الجنسية الألمانية، ولد عام 1967 في بلدة عامودا السورية في شمال شرق سوريا لأب كردي هرب من تركيا إلى سوريا وأم كردية سورية ومع ذلك لم يكن الأب يجيد التركية ولا الأم تجيد العربية،، يكتب باللغتين العربية والكردية، حاصل على شهادة الحقوق من جامعة حلب، ترجمت اغلب نتاجاته إلى العربية، الكردية، التركية، الفارسية، الألمانية والانكليزية، يقيم منذ عام 2000 كلاجئ سياسي في ألمانيا، وصدرت له العديد من النتاجات الادبية بين قصص قصيرة وروايات، له مقالات ادبية في العديد من المواقع والجرائد الكوردية، نشرت عدد من أعماله في سوريا، ومنها: موتى لا ينامون، والرجل الحامل، ونساء الطوابق العليا، كما صدرت له عدة روايات في اسطنبول ومنها (مم بلا زين - الخوف الأدرد - عندما تعطش الأسماك، اوسلندر بك). وله باع طويل مع الصحافة حيث قدم حلقات ثقافية على مدى 11 عاماً في فضائية روز تي في ويرأس تحرير مجلة الحائط الادبية. من قصصه التي تحولت إلى مسرحيات: جمهورية المجانين، إعدام أنف، الحذاء والرأس.

## العضويات
- عضو مؤسس لاتحاد المثقفين من غرب كردستان والخارج.
- شارك في معرض القاهرة الدولي للكتاب في يوبيله الذهبي.[10]
- عضو في نادي القلم الألماني.[11]
- مهرجان بيناله الأدبي في مدينة فوبرتال الألمانية 2016.[1]

## الجوائز
- حاز يوسف على جائزة الرواية الكوردية لعام 2015.[11]

## آراءه
كتوضيح لمصطلح الرواية الكردية أو الروائي الكردي، يرى الروائي “حليم يوسف” أن الرواية الكردية هي التي تكتب باللغة الكردية، والروائي الكردي هو من يكتب الرواية باللغة الكردية، ولا يمكن اعتبار النتاج الأدبي باللغة العربية أدباً كردياً حتى لو كان كاتبها كردياً، ومن إحدى الخصوصيات المحزنة للأدب الكردي الحالي اختلاط الحابل بالنابل وغياب النقد المؤثر، بحيث يمكن لأسوأ كاتب في تاريخ الرواية أن ينصب نفسه الروائي الكردي الأول، قد يبدو المشهد كاريكاتيريا إلى حد ما، لكنه المشهد الأقرب إلى الواقع الحالي للرواية الكردية التي تعيش مرحلة انتقالية صعبة تفصل بين ماض يتسم بالانعدام المطلق وحاضر يحمل جنين الانبعاث العظيم. إن التطورات التي شهدتها المنطقة في السنوات السابقة، والتي ظهرت آثارها بشكل كبير من حيث حرية استخدام اللغة الكردية، لعبت دوراً كبيراً في نهوض الرواية الكردية التي بدأ يظهر كتّابها عبر نتاجات ملفتة في محاولة منهم لإنتاج رواية كردية لا تقل عن الروايات باللغات الأخرى. غير ان الادب الكوردي يحاول الطيران لكن اجنحته متكسرة مشيرا إلى انه لن يتبوأ المكانة التي يستحقها عالميا إلا بوجود دولة كوردية. كما ان التعقيد الذي خلفته تجزئة الوطن الكردي بين دول متجاورة ومحاصرته التامة من قبل هذه الدول، دون أن يتواجد أي منفذ بحري أو غيره على العالم، أجبر القوى الكردية على التعامل مع هذه الدول التي تتقاسم الوطن الكردي. وغالبا ما يكون هذا التعامل على حساب الكرد الذين يعيشون داخل حدود الدولة التي تتعامل مع هذا الطرف الكردي أو ذاك.ولا يزال المجال مفتوحا أمام المزيد من الاحتراب والتصارع والتصادم بين القوى الكردستانية الرئيسية التي كانت دائما منحازة لمصالحها الحزبية والإقليمية أكثر مما تنحاز إلى المصالح القومية المشتركة. ولذلك تبدو طريق الوصول إلى البدء بتشكيل هيكلية لحماية الأمن القومي الكوردي طويلة جدا وطالما بقي ما هو حزبي سابقا على ما هو قومي ومتقدما عليه، يستحيل الوصول إلى هذا الهدف.

## المؤلفات
| العنوان             | اللغة    | الناشر       | السنة | عدد الصفحات | الرقم الدولي         | المصدر               |
| ------------------- | -------- | ------------ | ----- | ----------- | -------------------- | -------------------- |
| خوف بلا أسنان       | العربية  | دار نون      | 2015  | 216         | (ردمك 9789187373381) | [ 15 ] [ 16 ] [ 17 ] |
| سوبارتو             | العربية  | دار الحوار   | 2016  | 271         | (ردمك 9789933523428) | [ 18 ]               |
| الوحش الذي في داخلي | العربية  | صفصافة للنشر | 2020  | 275         | (ردمك 9789778210842) | [ 19 ] [ 11 ] [ 20 ] |
| حين تعطش الأسماك    | العربية  | مسعى للنشر   | 2020  | 195         | (ردمك 9781989667)    | [ 21 ]               |
| دڕنده‌كه‌ی ده‌روونم    | الكوردية | لا يوجد      | 2018  | 205         | لا يوجد              | [ 22 ]               |